# Hagelslag

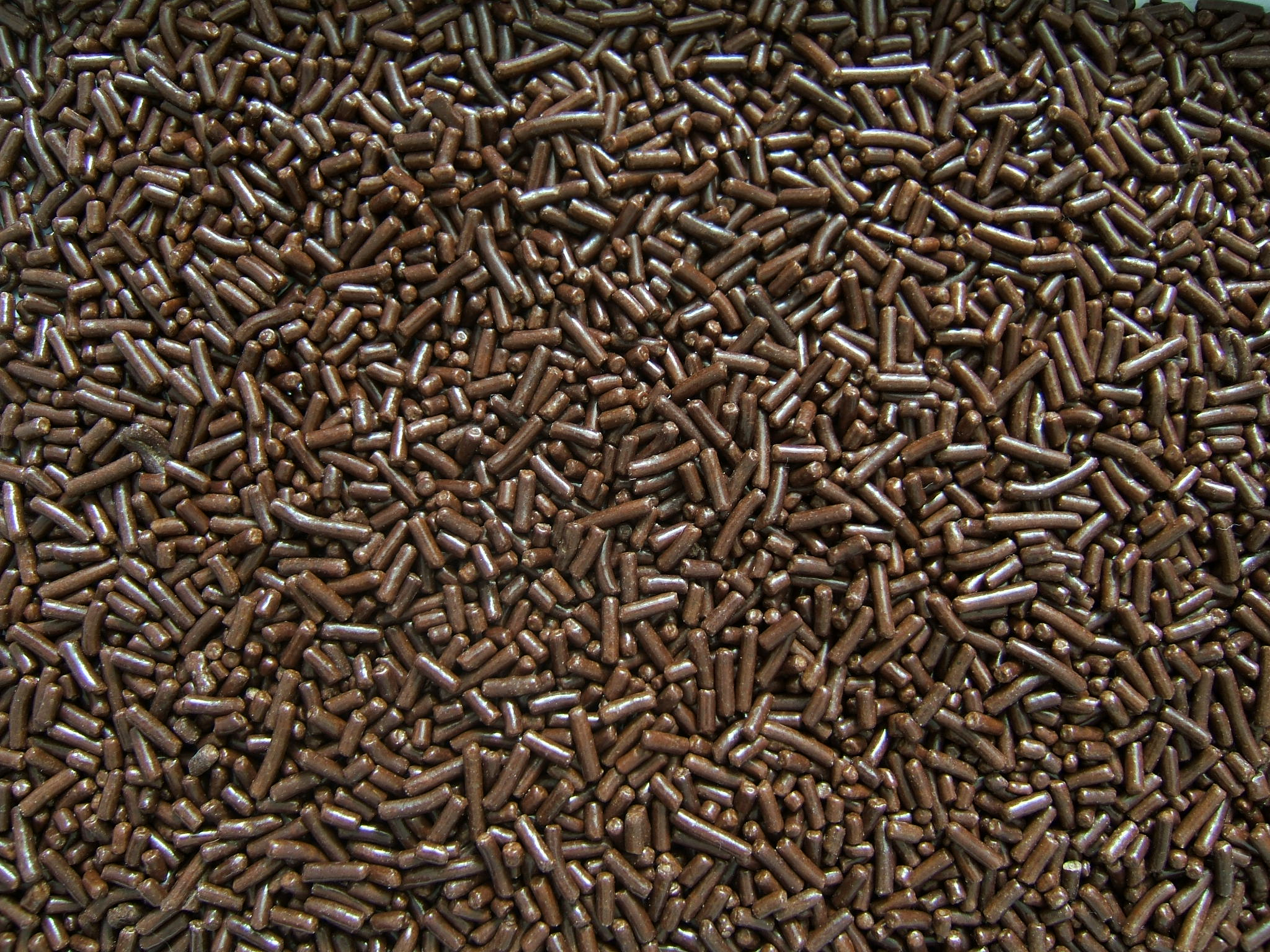
Hagelslag

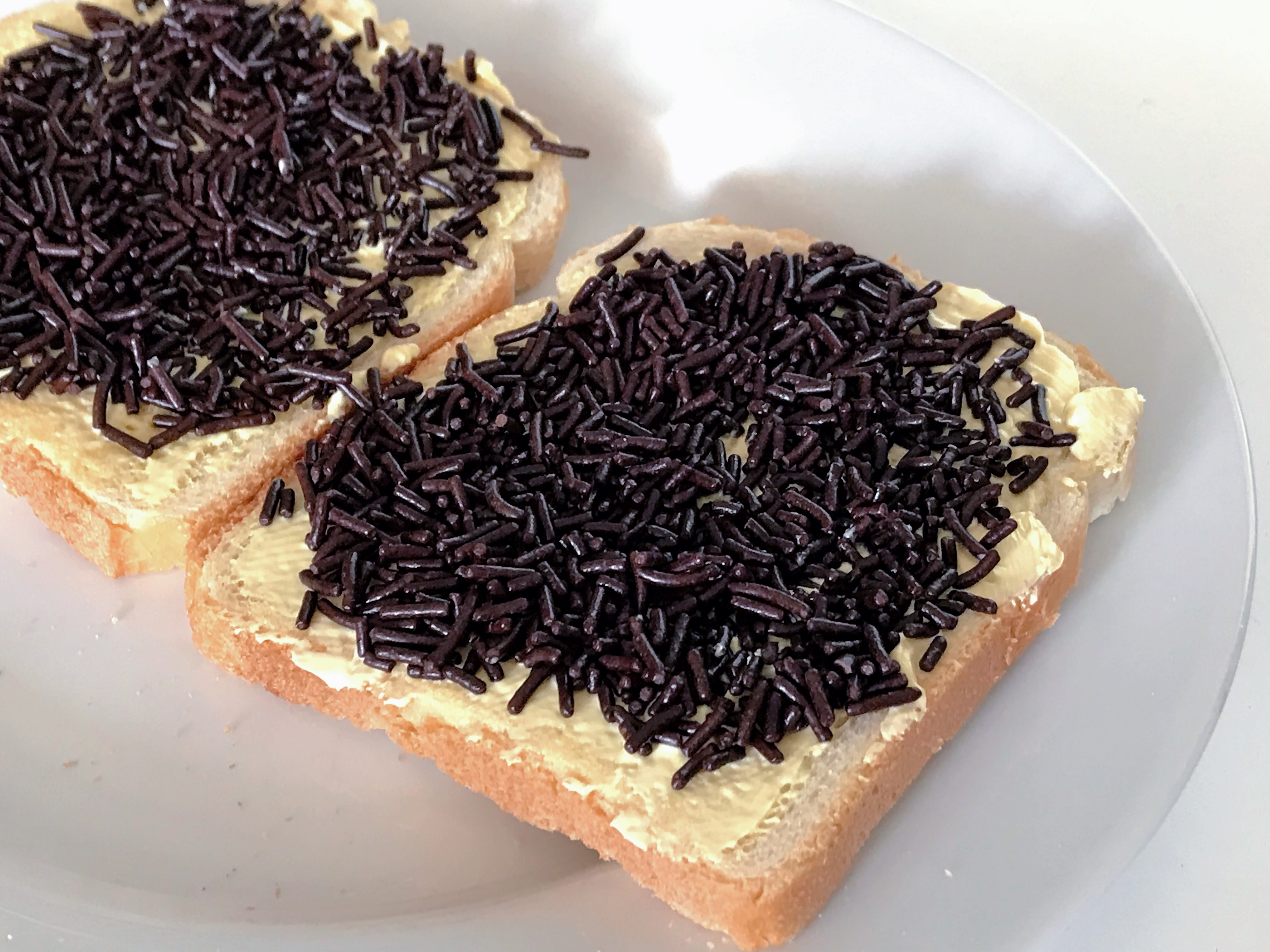
Weißbrotscheiben mit Butter und Hagelslag

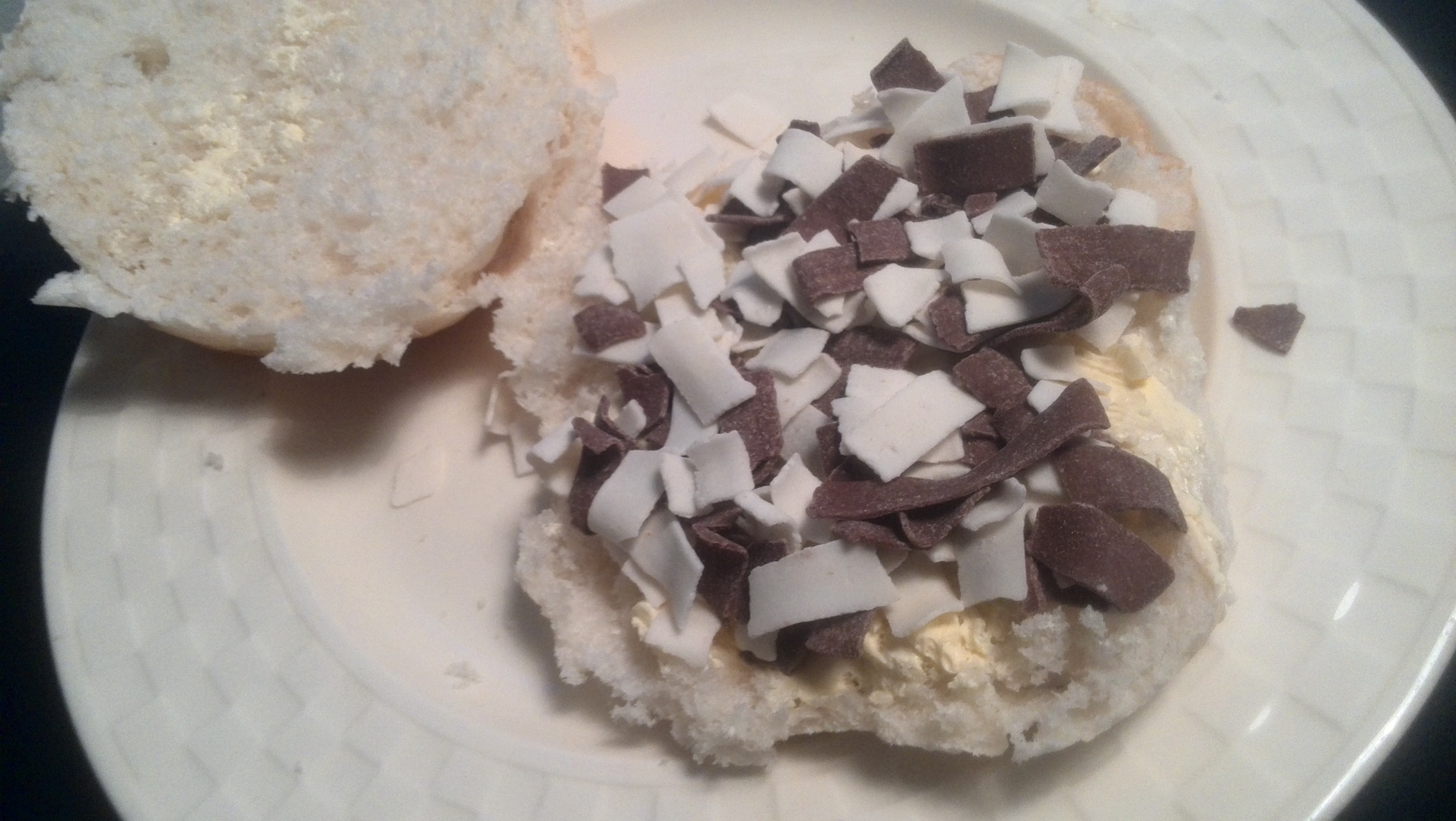
Weichbrötchen mit chocoladevlokken aus Vollmilchschokolade und weißer Schokolade

Hagelslag (wörtl. „Hagelschlag“) ist ein niederländischer Brotbelag aus Schokolade oder gefärbtem Zucker. Hagelslag kann direkt aus der Verpackung auf ein mit Butter bestrichenes Brot oder anderes Gebäck gestreut werden. Die Körner aus Schokolade werden im Deutschen meistens Schokostreusel genannt.
Nur Hagelslag mit mindestens 32 % Kakaoanteil darf nach niederländischem Recht chocoladehagelslag genannt werden; mit geringerem Anteil wird er cacaofantasie genannt. Durch den geringeren Kakao- und höheren Zuckeranteil schmelzen die Körner schlechter, sind in der Herstellung aber dadurch günstiger.

## Geschmacksrichtungen
Hagelslag ist in verschiedenen Geschmacksrichtungen erhältlich. Die bekanntesten sind:
- Vollmilchschokolade
- Zartbitterschokolade
- Weiße Schokolade
- Mischung aus Vollmilch- oder Zartbitterschokolade und Vanille
- Früchte (vruchtenhagel)
- Anis (anijshagel)

Die Schokoladenvarianten gibt es auch in der Form von Flocken und werden chocoladevlokken genannt. Chocoladevlokken gibt es in den Varianten melk (Vollmilchschokolade), puur (Zartbitterschokolade), wit (Weiße Schokolade) und gemengd (Mischung aus zwei verschiedenen Sorten).

## Hersteller
Der erste Hagelslag zur nahrhaften Verschönerung von Speisen kam etwa kurz nach der Jahrhundertwende 1900 auf, bestand aber aus weißem Zucker, bzw. gezuckerten Anissamen.
Die Schokoladenfabrik Erven H. de Jong aus Wormerveer brachte im März 1913 erstmals Streusel aus Schokolade auf den Markt und ließ den Begriff 'Hagelslag' in Verbindung mit 'Chocolade' eintragen. Jedoch bald danach fingen auch andere Hersteller an, das Produkt, unter Umgehung der eingetragenen Begriffe, unter den Bezeichnungen Chocoladekorrels (Schokoladegranulat), Chocoladestrooisel (Schokoladenstreusel) oder Chocolade-Hagelkorrels (Schokoladen-Hagelkörner) die kulinarische Neuerung nachzuahmen.
Um 1919 erkannte B.E. Dieperink, Direktor der (Lakritz-)fabrik Venco, dass weiße Krokantkörner mit Anis-Geschmack vielleicht als Brotbelag dienen könnten. Laut einem Bericht des Amsterdamer Stadtarchivs kam ihm diese Idee an einem trüben Herbsttag, als es draußen hagelte. So entstand, wenn auch neuerlich, „Hagelslag“ außerhalb der Verwendung von Schokolade. Venco lieferte dieses Produkt dann an Konditoren und Lebensmittelhändler.
1936 begann auch der niederländische Schokoladenhersteller Venz Schokolade als Brotbelag einzuführen. Da der Name Hagelslag von der Firma Venco als Marke eingetragen war, nannte Venz sein Produkt einfach „Chocoladehagel“. Die älteren Venz-Verpackungen tragen daher noch den Namen „Chocoladehagel“ auf der Verpackung. In Belgien werden diese Streusel im Volksmund auch „Muizenstrontjes“ (etwa „Mäusekörnchen“) genannt. Ein weiterer bekannter Hersteller von Hagelslag ist De Ruijter.

## Bekanntheit
Hagelslag zählt zu den bekanntesten niederländischen Brotbelägen. Es wird außerhalb der Niederlande, Belgiens und der ehemaligen niederländischen Kolonien Indonesien und Suriname meist nur als Dekor für die Verzierung von Kuchen oder Süßspeisen angeboten.
Durch die Nähe zu den Niederlanden sind Schokostreusel als Brotbelag besonders in Nordwestdeutschland bekannt.